# 나옐리 랑헬
리디아 나옐리 랑헬 에르난데스(스페인어: Lydia Nayeli Rangel Hernández, 1992년 2월 28일 ~ )는 멕시코의 여자 축구 선수이다. 포지션은 미드필더이며, 현재 리가 MX 페메닐의 티그레스 UANL 소속이다.

## 클럽 경력
2010년부터 2012년까지 멕시코 리가 MX 페메닐의 티그레스 UANL 소속으로 활약했으며 2013년 1월에는 미국 내셔널 위민스 사커 리그의 스카이 블루 FC로 이적했다. 2016년 12월에는 스페인 프리메라 디비시온 페메니나의 스포르팅 데 우엘바로 이적했고 2017년 7월에는 멕시코 리가 MX 페메닐의 티그레스 UANL로 복귀했다.

## 국가대표 경력
2012년까지 멕시코 여자 U-20 축구 국가대표팀 선수로 활약했으며 2008년 FIFA U-20 여자 월드컵, 2010년 FIFA U-20 여자 월드컵, 2012년 FIFA U-20 여자 월드컵에 참가했다. 멕시코 여자 축구 국가대표팀에서 활약하던 동안에는 2011년 FIFA 여자 월드컵, 2015년 FIFA 여자 월드컵에 참가했다.